# Direkt strategi
Direkt strategi, en militär strategi som riktar in sig på att kraftsamla egna resurser och tillintetgöra fiendens huvudstyrka. Strategin innebär att angriparen strävar efter en snabb militär seger.
Den direkta strategin kännetecknas av kraftsamling, stor styrkeinsats mot fiendens huvudstyrkor och att man söker ett avgörande genom strid på det viktigaste operationsområdet. Den dominerade i det militära strategiska tänkandet under 1800-talet och fram till andra världskriget och var en viktig faktor i de stora utnötningsstriderna under första världskriget. Slaget vid Cannae 216 f.Kr. är ett vanligt exempel på ett framgångsrikt utnyttjande av den direkta strategin. De stora sovjetiska offensiverna på östfronten under andra världskriget är också ett exempel på ett framgångsrikt utnyttjande av den direkta strategin.
Napoleon I om direkt strategi 1797: "Det finns många bra generaler i Europa, men de har för många mål. Jag har bara ett mål. Fiendens huvudstyrka. Den försöker jag krossa, övertygad om att mindre viktiga problem därefter löser sig av sig själva."